# Bataille de Mentana
Guerres du Risorgimento
Batailles
- Montelibretti
- Monterotondo
- Mentana

La bataille de Mentana, est livrée le 3 novembre 1867 Mentana, ville de la province de Rome, dans le Latium, pendant les guerres du Risorgimento. Elle oppose les Chemises rouges de Giuseppe Garibaldi aux troupes pontificales et françaises, commandées respectivement par les généraux Hermann Kanzler et Balthazar de Bonnet. Les forces garibaldiennes, qui voulaient intégrer les États pontificaux à l'Italie et faire de Rome la capitale de ce pays, subissent une défaite décisive mettant fin à leur campagne de l'Agro Romano pour la libération de Rome.

## Déroulement de la bataille
Le 3 novembre, les zouaves et carabiniers pontificaux (3 000 fantassins) sortent de Rome ; devant Mentana, ils sont rejoints par le corps expéditionnaire français. Ils ont, face à eux, les chemises rouges de Garibaldi, mal équipés et sans artillerie.
Malgré leur surnombre, les volontaires garibaldiens battent en retraite, laissant sur le champ de bataille un millier de morts et de blessés. 1 400 soldats seront faits prisonniers.

## Armement des fantassins français
Ce fut la première bataille durant laquelle les soldats français utilisèrent les fusils Chassepot (le modèle 1866). À l'issue de la bataille, le général Failly, commandant du corps expéditionnaire français, télégraphia à Napoléon III cette phrase restée célèbre : « Sire, les Chassepots ont fait merveille! ».